# Noël Nicolas Coypel

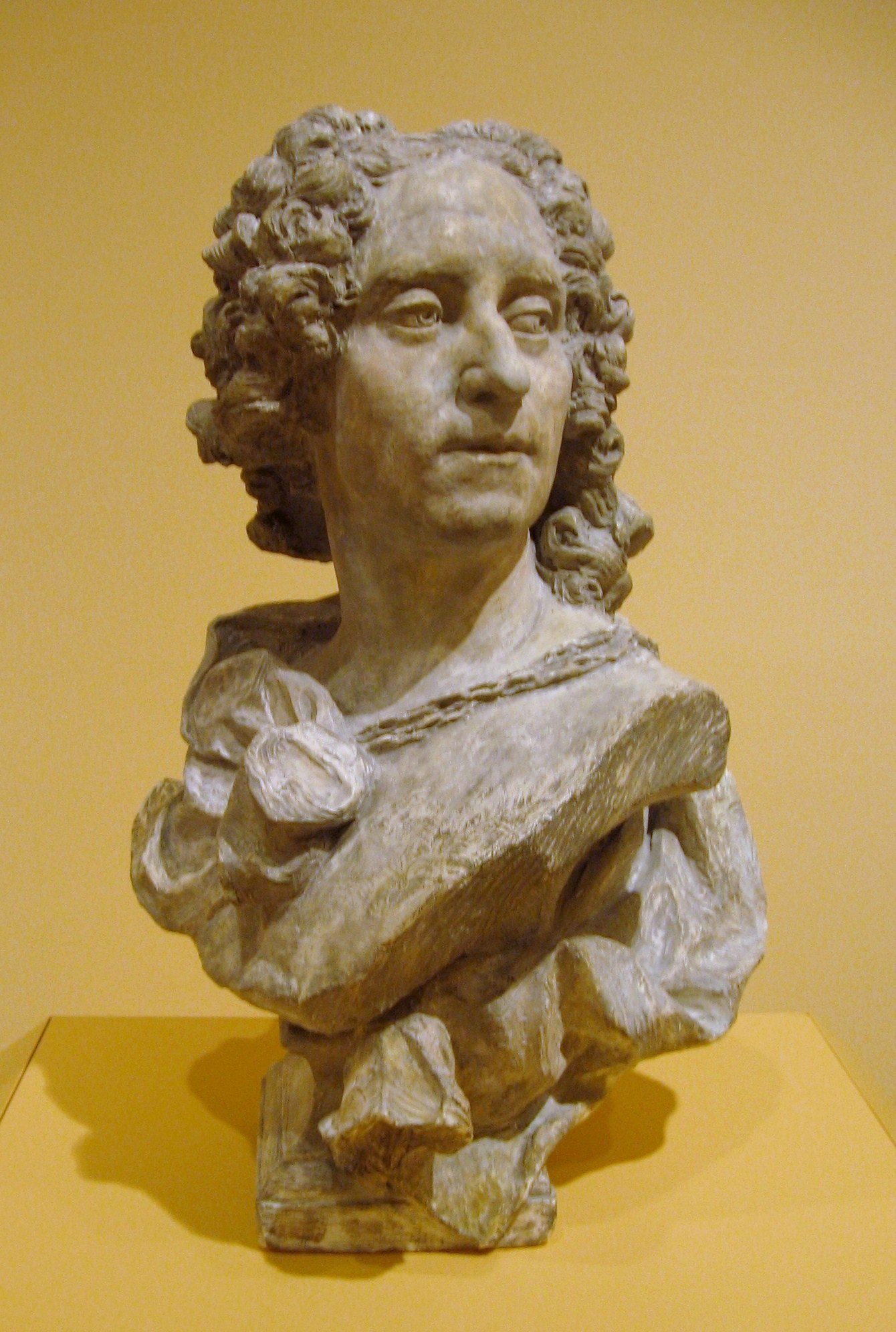
Noël Nicolas Coypel, byst av Jean-Baptiste Lemoyne.

Noël Nicolas Coypel, född 17 november 1690 i Paris, död 14 december 1734, var en fransk konstnär. Han var son till Noël Coypel och halvbror till Antoine Coypel.
På Nationalmuseum finns Paris dom, en mytologisk målning utförd 1728 av Coypel.